# Lyska
Lyska (Fulica) je rod chřástalovitých ptáků z řádu krátkokřídlí (Gruiformes), ačkoliv může povrchně připomínat vrubozobé (např. kachny).

## Zástupci
Do rodu Fulica se řadí:
- lyska havajská (Fulica alai)
- lyska americká (Fulica americana)
- lyska andská (Fulica ardesiaca)
- lyska žlutočelá (Fulica armillata)
- lyska černá (Fulica atra)
- lyska karibská (Fulica caribaea)
- lyska rohatá (Fulica cornuta)
- lyska hřebenatá (Fulica cristata)
- lyska velká (Fulica gigantea)
- lyska jihoafrická (Fulica leucoptera)
- lyska mauricijská (Fulica newtoni)